# Hannelore Rönsch
Hannelore Rönsch, née Heinz le 12 décembre 1942 à Wiesbaden, est une femme politique allemande membre de l'Union chrétienne-démocrate d'Allemagne (CDU).
Elle est ministre fédérale de la Famille entre 1991 et 1994.

## Biographie

### Jeunesse et formation
Elle obtient son certificat général de l'enseignement secondaire (en allemand : Mittlere Reife) en 1958, puis suit une formation de deux ans dans une école de commerce.

### Parcours professionnel
En 1960, elle est embauchée par l'Office fédéral de police criminelle (BKA) à Wiesbaden. Elle devient consultante auprès de la société de location Nassauische Heimstätte en 1962, et adhère en 1963 à la CDU.

### Débuts en politique
Elle rejoint le comité directeur de la CDU de Wiesbaden en 1966, dont elle est élue vice-présidente en 1969. Cette même année, elle intègre le comité directeur de la Junge Union (JU) de la ville. Elle y siège trois ans.
Elle est élue conseillère municipale de Wiesbaden en 1974, mais n'accomplit qu'un seul mandat de six ans.

### Députée et ministre fédérale
À l'occasion des élections législatives fédérales anticipées du 6 mars 1983, elle est élue au Bundestag dans la 136e circonscription fédérale, qui correspond à la ville de Wiesbaden et qui a été précédemment représentée par Victor-Emanuel Preusker puis Elisabeth Schwarzhaupt, avec près de 47 % des voix. En 1988, elle est désignée vice-présidente de la CDU de Hesse.
Le 18 janvier 1991, Hannelore Rönsch est nommée ministre fédérale de la Famille et des Personnes âgées dans le quatrième cabinet de coalition du chrétien-démocrate Helmut Kohl. Durant son mandat, elle a initié une uniformisation fédérale du droit à l'interruption volontaire de grossesse (IVG). Elle n'est pas reconduite à l'issue de son mandat, le 17 novembre 1994 et devient alors vice-présidente du groupe CDU/CSU au Bundestag.
Lors des élections législatives fédérales du 27 septembre 1998, elle est battue dans sa circonscription par la sociale-démocrate Heidemarie Wieczorek-Zeul, qui la devance de 3 100 voix et deux points. Elle conserve son mandat au Bundestag grâce à la liste régionale, ainsi que sa vice-présidence du groupe parlementaire, désormais dans l'opposition.
Devenue en 2000 présidente de la Croix-Rouge de Hesse, elle ne se représente pas aux élections de 2002 et quitte la vie politique.

### Vie privée
Mariée et mère d'une fille, elle est de confession protestante.